# Biathlon ai XXI Giochi olimpici invernali - Staffetta 4x6 km femminile
La gara della staffetta 4x6 km femminile nel biathlon ai XXI Giochi olimpici invernali si disputò nella giornata del 23 febbraio nella località di Whistler sul comprensorio sciistico del Whistler Olympic Park.
Campione olimpico uscente era il quartetto russo composto da Anna Bogalij-Titovec, Svetlana Išmuratova, Ol'ga Zajceva ed Al'bina Achatova che aveva conquistato l'oro nella precedente edizione di Vancouver 2010 sopravanzando nell'ordine la squadra tedesca costituita da Martina Beck, Andrea Henkel, Katrin Apel e Kati Wilhelm ed il team francese formato da Delphyne Peretto, Florence Baverel-Robert, Sylvie Becaert e Sandrine Bailly; la stessa nazionale russa composta da Svetlana Slepcova, Anna Bulygina, Ol'ga Medvedceva ed Ol'ga Zajceva era la detentrice del titolo iridato di Pyeongchang 2009.
La squadra russa costituita da Svetlana Slepcova, Anna Bogalij-Titovec, Ol'ga Medvedceva ed Ol'ga Zajceva vinse la medaglia d'oro, quella francese formata da Marie-Laure Brunet, Sylvie Becaert, Marie Dorin e Sandrine Bailly quella d'argento e quella tedesca composta da Kati Wilhelm, Simone Hauswald, Martina Beck ed Andrea Henkel quella di bronzo.
Il 18 dicembre 2017 il Comitato Olimpico Internazionale accertò una violazione delle normative antidoping compiuta da Teja Gregorin in occasione delle Olimpiadi di Vancouver, annullando di conseguenza i risultati ottenuti dalla sciatrice e revocando dunque anche il piazzamento raggiunto nella staffetta dalla squadra slovena.

## Risultati
| Pos. | Pett. | Nazione                                                                           | Tempo                                     | Penalità (P+S)                          | Ritardo |
| ---- | ----- | --------------------------------------------------------------------------------- | ----------------------------------------- | --------------------------------------- | ------- |
|      | 1     | Russia Svetlana Slepcova Anna Bogalij-Titovec Ol'ga Medvedceva Ol'ga Zajceva      | 1:09:36.3 17:24.4 17:17.3 17:27.7 17:26.9 | 0+2 0+3 0+0 0+0 0+1 0+1 0+0 0+0 0+1 0+2 | 0.0     |
|      | 4     | Francia Marie-Laure Brunet Sylvie Becaert Marie Dorin Sandrine Bailly             | 1:10:09.1 17:22.6 17:17.6 18:34.2 16:54.7 | 2+4 0+4 0+0 0+2 0+0 0+1 2+3 0+1 0+1 0+0 | +32.8   |
|      | 2     | Germania Kati Wilhelm Simone Hauswald Martina Beck Andrea Henkel                  | 1:10:13.4 17:26.0 17:16.2 18:12.0 17:19.2 | 0+2 0+3 0+1 0+0 0+0 0+0 0+1 0+1 0+0 0+2 | +37.1   |
| 4    | 5     | Norvegia Liv-Kjersti Eikeland Ann Kristin Flatland Solveig Rogstad Tora Berger    | 1:10:34.1 18:20.4 16:52.6 18:21.2 16:59.9 | 0+1 0+2 0+0 0+2 0+0 0+0 0+1 0+0         | +57.8   |
| 5    | 3     | Svezia Elisabeth Högberg Anna Carin Olofsson Anna Maria Nilsson Helena Ekholm     | 1:10:47.2 17:46.7 17:25.9 18:16.8 17:17.8 | 0+2 0+1 0+0 0+1 0+0 0+0 0+2 0+0 0+0 0+0 | +1:10.9 |
| 6    | 7     | Ucraina Olena Pidhrušna Valentyna Semerenko Oksana Chvostenko Vita Semerenko      | 1:11:08.2 17:36.9 17:56.3 17:44.7 17:50.3 | 0+2 0+6 0+0 0+1 0+1 0+3 0+1 0+0 0+0 0+2 | +1:31.9 |
| 7    | 8     | Bielorussia Ljudmila Kalinčyk Dar″ja Domračava Vol'ha Kudrašova Nadzeja Skardzina | 1:11:34.0 17:40.0 17:28.7 18:27.4 17:57.9 | 0+1 0+2 0+1 0+1 0+0 0+1 0+0 0+0         | +1:57.7 |
| DSQ  | 12    | Slovenia Dijana Ravnikar Andreja Mali Tadeja Brankovič Teja Gregorin              | 1:12:02.4 17:50.4 18:18.2 18:07.8 17:46.0 | 0+4 0+2 0+0 0+1 0+1 0+1 0+2 0+0 0+1 0+0 | +2:26.1 |
| 9    | 6     | Cina Wang Chunli Liu Xianying Kong Yingchao Song Chaoqing                         | 1:12:16.9 17:44.7 17:47.7 19:10.4 17:34.1 | 0+2 0+6 0+1 0+2 0+1 0+1 0+0 0+3 0+0 0+0 | +2:40.6 |
| 10   | 10    | Romania Dana Plotogea Éva Tófalvi Mihaela Purdea Réka Ferencz                     | 1:12:32.9 18:10.6 17:47.8 18:23.2 18:11.3 | 0+1 0+6 0+0 0+1 0+0 0+2 0+1 0+3 0+0 0+0 | +2:56.6 |
| 11   | 17    | Italia Michela Ponza Katja Haller Karin Oberhofer Roberta Fiandino                | 1:12:54.2 18:20.5 17:58.2 18:19.3 18:16.2 | 0+4 0+4 0+1 0+1 0+0 0+0 0+0 0+2 0+3 0+1 | +3:17.9 |
| 12   | 11    | Polonia Krystyna Pałka Magdalena Gwizdoń Weronika Nowakowska Agnieszka Cyl        | 1:12:54.3 18:21.2 19:10.2 17:55.7 17:27.2 | 0+5 1+7 0+2 0+2 0+3 1+3 0+0 0+1         | +3:18.0 |
| 13   | 15    | Slovacchia Martina Halinárová Anastasija Kuz'mina Natália Prekopová Jana Gereková | 1:13:15.8 18:27.1 17:09.3 19:41.7 17:57.7 | 0+2 1+9 0+1 0+2 0+0 0+1 0+0 1+3 0+1 0+3 | +3:39.5 |
| 14   | 9     | Kazakistan Elena Chrustalëva Anna Lebedeva Ljubov' Filimonova Marina Lebedeva     | 1:13:42.9 17:42.1 18:00.8 18:52.6 19:07.4 | 0+4 0+5 0+0 0+1 0+1 0+1 0+1 0+2 0+2 0+1 | +4:06.6 |
| 15   | 18    | Canada Megan Imrie Zina Kocher Rosanna Crawford Megan Tandy                       | 1:14:25.5 18:18.9 18:04.9 19:50.9 18:10.8 | 1+7 0+5 0+1 0+3 0+2 0+1 1+3 0+0 0+1 0+1 | +4:49.2 |
| 16   | 14    | Rep. Ceca Veronika Vítková Magda Rezlerová Gabriela Soukalová Zdeňka Vejnarová    | 1:14:37.5 17:51.1 18:25.9 18:23.7 19:56.8 | 2+4 1+6 0+1 0+1 0+0 1+3 0+0 0+1 2+3 0+1 | +5:01.2 |
| 17   | 19    | Stati Uniti Sara Studebaker Lanny Barnes Haley Johnson Laura Spector              | 1:15:47.5 17:53.2 18:52.5 19:01.5 20:00.3 | 1+8 0+4 0+1 0+0 0+1 0+1 0+3 0+0 1+3 0+3 | +6:11.2 |
| 18   | 16    | Estonia Kadri Lehtla Eveli Saue Sirli Hanni Kristel Viigipuu                      | 1:17:55.5 18:49.8 18:15.4 20:06.6 20:43.7 | 2+9 0+7 0+2 0+2 0+1 0+1 1+3 0+1 1+3 0+3 | +8:19.2 |
| 19   | 13    | Lettonia Žanna Juškāne Madara Līduma Līga Glāzere Gerda Krūmiņa                   | 1:18:56.2 21:06.7 18:09.7 20:51.6 18:48.2 | 2+5 2+7 2+3 0+2 0+1 0+1 0+0 2+3 0+1 0+1 | +9:19.9 |

Data: Martedì 23 febbraio 2010 

Ora locale: 11:30 

Pista: Whistler Olympic Park 

Legenda:
- DNS = non partite (did not start)
- DNF = prova non completata (did not finish)
- DSQ = squalificate (disqualified)
- Pos. = posizione
- P = a terra
- S = in piedi